# Vogelwacht Utrecht
De Vogelwacht Utrecht is een vereniging van vogelaars die op een meer of minder wetenschappelijke manier de ornithologie bedrijven. Daarnaast heeft de vereniging educatieve doelstellingen en is bezig met de bescherming van vogels en hun leefgebieden. De vogelwacht is opgericht in 1958 en heeft 900 leden in de Nederlandse provincie Utrecht.

## Geschiedenis
De Vogelwacht Utrecht, opgericht op 28 februari 1958 in De Bilt, is voortgekomen uit een regionale vogelwerkgroep van voornamelijk studenten, die zich bezighielden met vogelstudie en weidevogelbescherming. De doelstelling van de Vogelwacht was drieërlei: educatie, onderzoek en bescherming.
Het aantal leden ligt sinds 1993 constant rond de 900.

## Educatie
De Vogelwacht organiseert geregeld excursies omdat dit als een leerzame, sociale en plezierige manier wordt gezien om kennis te maken van vogels en hun leefmilieu. Ook cursussen worden regelmatig aangeboden.

## Onderzoek
Een belangrijke impuls voor het onderzoekswerk van de vereniging vormden de werkzaamheden die leidden tot de publicatie van de Avifauna van Midden-Nederland. Samen met andere vogelwerkgroepen in het Gooi, Wageningen en de Alblasserwaard werd een ornithologisch handboek tot stand gebracht dat lange tijd toonaangevend in Nederland is geweest. De inventarisatie van broedvogels in totaal ca. 400 zogenaamde telgebieden leidde tot een representatief overzicht, dat een goede vergelijkingsbasis is gaan bieden voor de beoordeling van voor- of achteruitgang van vogelsoorten.
Zo'n twintig jaar later verscheen een andere avifauna: Van bos naar open veld. Dit boek, verschenen ter gelegenheid van het 30-jarig bestaan van de Vogelwacht, bevatte de resultaten van broedvogelinventarisaties in het zuidoostelijk deel van de provincie: het gebied van de Langbroekerwetering en het aangrenzende deel van de Utrechtse Heuvelrug. Het was gebaseerd op broedvogelonderzoek in de jaren 1978 tot 1989 door leden van de in 1977 opgerichte afdeling Doorn/Driebergen. Deze avifauna is een goed voorbeeld van een nieuwere generatie avifauna's, waarin veel aandacht werd besteed aan de samenhang tussen vogels en het landschap.

## Bescherming
De Vogelwacht Utrecht is actief op het terrein van de weidevogelbescherming. In 1992 is hiervoor een werkgroep opgericht. In de periode 1995-2005 groeide deze groep uit tot een conglomeraat van weidevogelgroepen van de Vogelwacht-afdelingen Utrecht-Stad, Nieuwegein/IJsselstein en omgeving, Werkhoven en de Natuurfederatie Houten, met tegen de honderd vrijwilligers van binnen en buiten de vereniging.
Ook de bescherming van andere vogelsoorten dan weidevogels heeft de aandacht van de Vogelwacht gehad: voor uilen (zowel steenuil als kerkuil), zwaluwen en roofvogels werden nestkasten opgehangen.

## Afdelingen
De Vogelwacht Utrecht heeft zes plaatselijke afdelingen: Amersfoort, De Bilt/Zeist, Doorn/Driebergen, Nieuwegein/IJsselstein, Utrecht-stad en Vechtplassen.
De grote opkomst bij de excursies, die in de beginjaren werden georganiseerd (honderdvijftig deelnemers per keer), waren aanleiding tot de oprichting van plaatselijke afdelingen. Deze organiseren nu de excursies. Daarnaast organiseren de afdelingen beginnerscursussen, lezingen, contactavonden en trektellingen.

## De Kruisbek
Het tijdschrift De Kruisbek, dat uitgegeven wordt door de Vogelwacht Utrecht, is even oud als de Vogelwacht zelf. In 2007 werd de 50e jaargang gepubliceerd. In de loop van de jaren zijn hierin veel artikelen verschenen, waarin een veelheid van onderwerpen de revue passeerde. Het tijdschrift fungeerde ook als informatiebron voor de leden omtrent activiteiten van de vereniging.

## Utrechts Vogelnet
In 2000 is het Utrechts Vogelnet (UVN) opgericht.
In een tijd dat er nog geen 'waarneming.nl' bestond, werd een e-mail-netwerk gestart, waarmee vogelwaarnemingen in de provincie Utrecht konden worden uitgewisseld. Het netwerk bestaat nog steeds en had in 2008 500 leden.

## Voetnoten
1. ↑  Franssen 2008, p. 248
2. ↑  Alleyn e.a. 1971
3. ↑  Van den Bijtel 1990
4. ↑  Franssen 2008, p. 252
5. ↑  Over de Vogelwacht Utrecht op de website van de vereniging
6. ↑  Homepage van waarneming.nl
7. ↑  Franssen 2008, p. 249